# Okres Šumperk
Der Okres Šumperk (deutsch Bezirk Mährisch Schönberg) ist eine Gebietskörperschaft im Olomoucký kraj in Tschechien. Die Okresy waren in etwa vergleichbar mit den Landkreisen in Deutschland, die Bezirksverwaltungen wurden zum 31. Dezember 2002 aufgelöst. Die Region wird heute in Tschechien häufig auch mit dem Begriff Šumpersko (sinngemäß etwa übersetzbar mit Mährisch Schönberger Land) bezeichnet.
Der Bezirk befand sich im Nordwesten Mährens und erstreckt sich vom südwestlichen Altvatergebirge bis zum Glatzer Schneegebirge.
Im Okres Šumperk leben 119.974 Einwohner (Stand 1. Januar 2023) in 77 Gemeinden (Obec). Von 1.313 km² nehmen landwirtschaftlich nutzbare Flächen 43 %, Waldgebiete 48 % ein.

## Sehenswürdigkeiten
Den Touristen bietet Šumpersko viele Burgen, Schlösser und sonstige historische Gebäude sowie Museen und Galerien.
- In Loštice gibt es ein originelles Museum zur Herstellung der Olmützer Quargel sowie eine Synagoge und einen jüdischen Friedhof.
- In Velké Losiny wurden im dortigen Renaissance-Schloss die berühmten Hexenprozesse von Groß Ullersdorf geführt. Daneben befinden sich im Bezirk reizvolle Gebirge, Flusstäler und Naturparks.

Zum 1. Januar 2007 wechselte die Gemeinde Lipinka in den Okres Olomouc.

## Städte und Gemeinden
Bludov (Blauda) – Bohdíkov (Böhmisch Märzdorf) – Bohuslavice (Bohuslawitz ) – Bohutín (Engelsdorf) – Branná (Goldenstein) – Bratrušov (Brattersdorf) – Brníčko (Brünnles) – Bušín (Buschin) – Dlouhomilov (Lomigsdorf) – Dolní Studénky (Schönbrunn) – Drozdov (Drosenau) – Dubicko (Dubitzko) – Hanušovice (Hannsdorf) – Horní Studénky (Studinke) – Hoštejn (Hochstein) – Hraběšice (Rabenseifen) – Hrabišín (Rabersdorf) – Hrabová (Raabe) – Hynčina (Heinzendorf) – Chromeč (Krumpisch) – Jakubovice (Jockelsdorf) – Janoušov (Janauschendorf) – Jedlí (Jeedl) – Jestřebí (Groß Jestreb) – Jindřichov (Heinrichsthal) – Kamenná (Steine) – Klopina (Kloppe) – Kolšov (Kolleschau) – Kopřivná (Geppersdorf) – Kosov (Kosse) – Krchleby (Chirles) – Lesnice (Lesnitz) – Leština (Lesche) – Libina (Liebau) – Líšnice (Lexen) – Loštice (Loschitz) – Loučná nad Desnou (Wiesenberg) – Lukavice (Lukawetz) – Malá Morava (Kleinmohrau b. Hannsdorf) – Maletín (Moletein) – Mírov (Mürau) – Mohelnice (Müglitz) – Moravičany (Morawitschan) – Nemile (Neumühle) – Nový Malín (Frankstadt a.d. Mährischen Grenzbahn) – Olšany (Olleschau) – Oskava (Hütten) – Palonín (Pollein) – Pavlov (Pawlau) – Petrov nad Desnou (Petersdorf an der Tess) – Písařov (Schreibendorf) – Police (Polleitz) – Postřelmov (Großheilendorf) – Postřelmůvek (Kleinheilendorf) – Rájec (Groß Rasel) – Rapotín (Reitendorf a.d. Teß) – Rejchartice (Reigersdorf b. Reitendorf) – Rohle – Rovensko (Rowenz) – Ruda nad Moravou (Eisenberg a.d. March) – Sobotín (Zöptau) – Staré Město (Mährisch Altstadt) – Stavenice (Steinmetz) – Sudkov (Zautke) – Svébohov (Schwillbogen) – Šléglov (Schlögelsdorf) – Štíty (Schildberg) – Šumperk (Mährisch Schönberg) – Třeština (Trittschein) – Úsov (Mährisch Aussee) – Velké Losiny (Bad Großullersdorf) – Vernířovice (Wermsdorf) – Vikantice (Weigelsdorf) – Vikýřovice (Weikersdorf) – Vyšehoří (Wyschehor) – Zábřeh (Hohenstadt a.d. March) – Zborov (Zborow) – Zvole (Schmole)